# Кампофеличе ди Рочела
Кампофеличе ди Рочела (итал. Campofelice di Roccella) је насеље у Италији у округу Палермо, региону Сицилија.
Према процени из 2011. у насељу је живело 5914 становника. Насеље се налази на надморској висини од 8 м.

## Становништво
| 1931. | 1936. | 1951. | 1961. | 1971. | 1981. | 1991. | 2001. | 2011. |
| ----- | ----- | ----- | ----- | ----- | ----- | ----- | ----- | ----- |
| 2.705 | 2.874 | 3.726 | 3.779 | 4.112 | 5.015 | 5.328 | 5.748 | 6.918 |